# 504
504 (DIV) fue un año bisiesto comenzado en jueves del calendario juliano, en vigor en aquella fecha.
En el Imperio romano, el año fue nombrado el del consulado de Nicómaco sin colega, o menos comúnmente, como el 1257 Ab urbe condita, adquiriendo su denominación como 504 al establecerse el anno Domini por el 525.

## Acontecimientos
- Concilio de Roma (Italia).

## Fallecimientos
- Geroncio de Cervia, religioso cristiano.